# SDSS J102915+172927
Désignations
SDSS J102915+172927, dite l'étoile de Caffau, est une étoile qui se trouve à environ 5 000 années-lumière de la Terre dans la constellation du Lion, âgée d'environ 13 milliards d'années. Elle a été découverte par la scientifique Elisabetta Caffau ainsi que ses collègues de l'Observatoire européen austral au Chili.
Les données obtenues par le satellite Gaia ont permis de confirmer en 2018 que SDSS J102915+172927 est une étoile naine.

## Faible métallicité
Les premières analyses montrent que cette étoile est très pauvre en éléments lourds (moins de 0,00007 % d'éléments au-dessus de l'hélium) et manque même de lithium. Ce manque de lithium pourrait être expliqué par le fait que la matière stellaire ait été chauffée à plus de deux millions de kelvins. Ces différentes observations entrent en conflit direct avec le modèle standard de la cosmologie, notamment le plateau des Spite.